# Лос-Анджелес Меморіал Колізеум
«Лос-Анджелес Меморіал Колізеум» (англ. Los Angeles Memorial Coliseum) — багатофункціональний спортивний комплекс у місті Лос-Анджелес, Каліфорнія, США.
Стадіон побудований протягом 1921—1923 років та відкритий 1 травня 1923 року. У 1930, 1964, 1977–1978, 1983, 1993, 1995, 2011 та 2017 роках реконструйований. Вмістимість арени становить 93 000 глядачів. Використовується в основному для проведення матчів з бейсболу та американського футболу.